# Benoît de Bonvoisin
Baron Benoît Marie Ghislain Martin Marcel Patrice de Bonvoisin (* 14. März 1939 in Etterbeek) ist ein belgischer Geschäftsmann.

## Familie
De Bonvoisin ist der Sohn von Pierre de Bonvoisin (1903–1982), dem Präsidenten des Mischkonzerns Société générale de Belgique, und Elisabeth Galopin (1910–1998). Die Familie stammt aus Verviers, wo die Vorväter administrative Positionen innehatten. Pierre de Bonvoisin war 1957 in den erblichen Adel mit dem Titel eines Barons aufgenommen worden. Er wählte als Motto Benevole et fortiter (dt.: Freundlich und stark).
Benoît de Bonvoisin ist Urenkel von Gérard Galopin (1849–1921), Jurist und Rektor der Universität Lüttich, und der Enkel von Alexandre Galopin (1879–1944), Gouverneur der Société Générale de Belgique. Benoît de Bonvoisin hat zwei Schwestern und einen Bruder und ist selbst unverheiratet. Er ist Absolvent der Katholieke Universiteit Leuven.

## Politik
De Bonvoisin arbeitete als Berater für den zweifachen belgischen Premierminister Paul Vanden Boeynants. Er war Schatzmeister des Centre Politique des Indépendants et des Cadres (CEPIC), des rechten Flügels der Christlich Sozialen Partei.  Durch den Verlag Cidep ist er Herausgeber von rechtsextremen Zeitschriften und Magazine, beispielsweise des Nouvelle Europe Magazine (NME).

## Prozesse
Nach dem betrügerischen Bankrott der Boomse Metaalwerken wurden ihm 1984 kommerzielle Aktivitäten gerichtlich untersagt. 1992 wurde er als Vermittler entlassen, als Parkuhren für die Stadt Lüttich auf betrügerische Weise beschafft wurden. Anfang 1995 wurden die Totenmaske und die silberne Abformung der Hände von Sophie Barat während des Abrisses der Kapelle des Klosters der Schwestern vom Heiligsten Herzen Jesu in Jette gestohlen. Diese wurden bei de Bonvoisin gefunden. Er wurde angeklagt und im Februar 1996 vom Strafgericht Brüssel zu sechs Monaten Gefängnis und einer Geldstrafe von 1000 belgischen Franc verurteilt.
Im November 1996 wurde er wegen Betrugs, Erpressung, Vertrauensbruchs und Steuerhinterziehung angeklagt und zu einer Gefängnisstrafe von fünf Jahren verurteilt. Er wurde jedoch vom Berufungsgericht Mons am 12. Mai 2000 freigesprochen und ihm vom belgischen Staat eine Entschädigung in Höhe von 100.000 Euro gezahlt.

## Andere Aktivitäten
De Bonvoisin war Gründer der Union européenne des classes moyennes.
Neben seiner politischen Tätigkeit für das CEPIC war de Bonvoisin an der Bekämpfung der Korruption sowie – gemeinsam mit seinen Kontakten in der amerikanischen Regierung – des Kommunismus in Zaire beteiligt.

## Kontroversen
Von Albert Raes, Chef des belgischen Geheimdienstes, erhielt de Bonvoisin den Spitznamen Schwarzer Baron.
Raes benannte am 19. Mai 1981 in einer Sitzung eines parlamentarischen Untersuchungsausschusses die Kontakte zwischen den extremen Rechten und einigen Personen aus dem CEPIC, dem rechten Flügel des PSC. Obwohl sein Name nicht genannt wurde, erkannte de Bonvoisin sich in dieser Beschreibung, nachdem der Inhalt der Ausschusssitzung zu ihm durchgesickert war. Er reichte umgehend eine Beschwerde ein. Folge war ein jahrelanger Rechtsstreit.